# フィリップ・ボビット

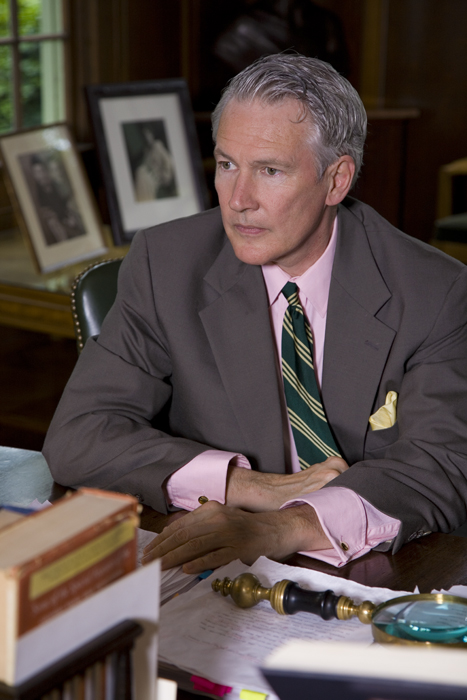
フィリップ・ボビット

フィリップ・ボビット（Philip Chase Bobbitt、1948年7月22日 - ）は、アメリカ合衆国の法学者、歴史学者。専門は憲法学、軍事戦略史。
テキサス州生まれ。プリンストン大学卒業後、イェール大学ロースクール（イェール・ロー・スクール）で学んだ後、オックスフォード大学で博士号（近代史）取得。オックスフォード大学ナッフィールドカレッジ、ロンドン大学キングスカレッジを経て、テキサス大学オースティン校を経て、現在、コロンビア大学ロースクール教授。

## 著書

### 単著
- Constitutional Fate: Theory of the Constitution, (Oxford University Press, 1982).
- Democracy and Deterrence: the History and Future of Nuclear Strategy, (St. Martin's Press, 1988).
- Constitutional Interpretation, (Blackwell, 1991).
- The Shield of Achilles: War, Peace and the Course of History, (The Penguin Press, 2002).
- Terror and Consent: the Wars for the Twenty-first Century, (A. A. Knopf, 2008).

### 共著
- Tragic Choices, with Guido Calabresi, (Norton, 1978).

### 共編著
- US Nuclear Strategy: A Reader, co-edited with Lawrence Freedman and Gregory F. Treverton, (Macmillan, 1989).